# Хризофенин
Хризофенин (от греческого «хризос», золото; действующий ГОСТ 5975-80; он же англ. Chrysophenine, Direct Yellow 12) — брутто-формула C30H23N4Na2O8S2, CAS-номер 2870-32-8 (динатриевая соль, по сульфогруппам) — прямой дис-азокраситель — производное диамина с разобщёнными азогруппами, на основе стильбена. Придаёт целлюлозным материалам (лён, хлопок, бумага, вискоза и др.) яркий золотисто-жёлтый цвет. Наличие сульфогрупп в молекулах позволяет применять краситель как кислотный, для крашения волокон из шерсти и шёлка.
Положение максимума поглощения полосы спектра, ответственной за окраску, λmax в водном растворе — 389 нм.
Как и прочие прямые красители, окрашивает целлюлозное волокно непосредственно из водного раствора в присутствии электролитов. Субстантивность позволяет окрашенным анионам переходить на волокно в виде солей и удерживаться силами водородных связей и силами Ван-дер-Ваальса.
В случае шерсти и шёлка, анион красителя закрепляется за счёт ионного взаимодействия с замещёнными аммонийными группами субстрата.

## Получение

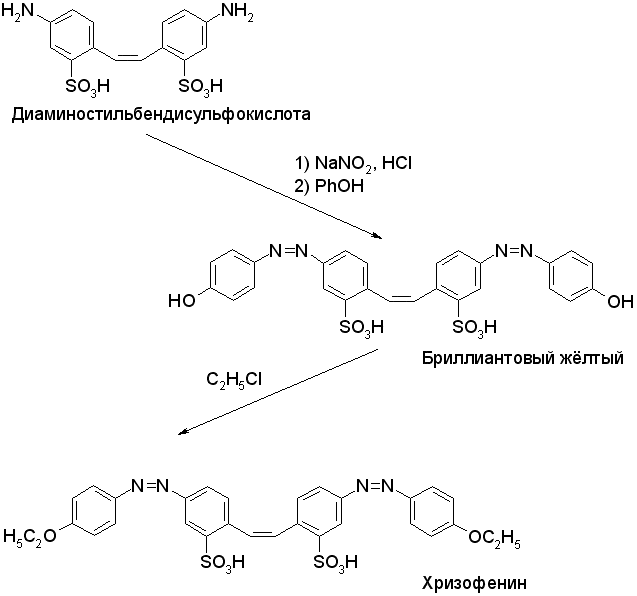
Схема получения Бриллиантового жёлтого

4,4'-диаминостильбен-2,2'-дисульфокислоту диазотируют нитритом натрия в избытке соляной кислоты при 20—25 °C, после чего при температуре ниже 10 °C сочетают с фенолом в присутствии соды.
Полученный Бриллиантовый жёлтый обрабатывают в спиртовом растворе этилхлоридом в присутствии NaOH и соды в футерованном кислотоупорными плитками или эмалированном автоклаве в течение 3 часов при 120—125 °C (давление 1,1—1,3 МПа).

## Особенности строения
Виниленовая группа —CH=CH— обеспечивает значительное разобщение связываемых через неё систем сопряжённых двойных связей, поэтому оттенки стильбеновых красителей превосходят по чистоте и яркости красители на основе бензидина. В данном случае в симметричном красителе две идентичные независимые хромофорные системы отвечают за интенсивную жёлтую окраску.
Удвоение размера молекулы по сравнению с воображаемым красителем, характеризующимся аналогичной независимой хромофорной системой (полученного сочетанием диазотированной толуидинсульфокислоты с фенолом), обеспечивает повышенную стойкость красителя и получаемых с его помощью окрасок к свету и другим воздействиям.